# Золотокіс садовий
Золотокіс садовий (Cossypha caffra) — вид горобцеподібних птахів родини мухоловкових (Muscicapidae). Мешкає в Східній та Південній Африці.

## Опис
Довжина птаха становить 16-17 см, вага 28 г. Виду не притаманний статевий диморфізм. Верхня частина тіла сіра, спина і крила мають коричнювато-оливковий відтінок. Щоки чорні, над очима білі "брови". Горло, груди, надхвістя, верхні покривні і бокові рульові пера хвоста руді. Центральні рульові пера хвоста сірувато-коричневі, зазвичай приховані. Поза сезоном розмноження груди темніють. Живіт світло-сірий або білуватий, гузка охриста. Дзьоб і лапи чорні, очі карі.
Верхня частина тіла у молодих птахів темно-коричнева, поцяткована жовтувато-коричневими плямками; нижня частина тіла жовтувато-коричнева, поцяткована сіро-коричневими плямками. "Брови" у молодих птахів відсутні.

## Підвиди
Виділяють чотири підвиди:
- C. c. iolaema Reichenow, 1900 — поширений від Південного Судану до Малаві та Мозамбіку;
- C. c. kivuensis Schouteden, 1937 — поширений на південному заході Уганди та на сході ДР Конго;
- C. c. caffra (Linnaeus, 1771) — поширений в Зімбабве, на півночі, сході та півдні ПАР;
- C. c. namaquensis Sclater, WL, 1911 — поширений на півдні Намібії, на заході та в центрі ПАР, на берегах річок Фіш-Рівер та Оранжева.

## Поширення і екологія
Садові золотокоси поширені в Південному Судані, Кенії, Танзанії, Уганді, Руанді, Бурунді, Демократичній Республіці Конго, Мозамбіці, Зімбабве, Замбії, Малаві, Намібії, Південно-Африканській Республіці, Лесото та Есватіні. Вони живуть в гірських і рівнинних тропічних лісах, чагарникових заростях на висоті до 3500 м над рівнем моря. Садові золотокоси пристосувалися до життя поряд з людиною: їх можна зустріти в парках, садах і на плантацях.

## Поведінка
Садові золотокоси харчуються комахами та іншими безхребетними, а також фруктами, дрібними плазунами і земноводними. Це моногамні та територіальні птахи. Зазвичай пара птахів замймає площу близько 1 га. Гніздо чашоподобіне, розміщується серед чагарників на висоті до 2 м над землею. В кладці 2-3 яйця, які відкладаються з інтервалом в кілька днів. Яйця білуваті, рожевуваті або блакитнуваті, поцятковані рудими плямками, розміром 13×17 мм. Інкубаційний період триває 14-19 днів. Пташенята покидають гніздо на 14-18 день, однак батьки продовжують піклуватися про них ще 5-7 тижнів. Птахи набувають статевої зрілості у два роки, живуть до десяти років.
Садові золотокоси часто стають жертвою гніздового паразитизму з боку червоноволої зозулі.

## Галерея

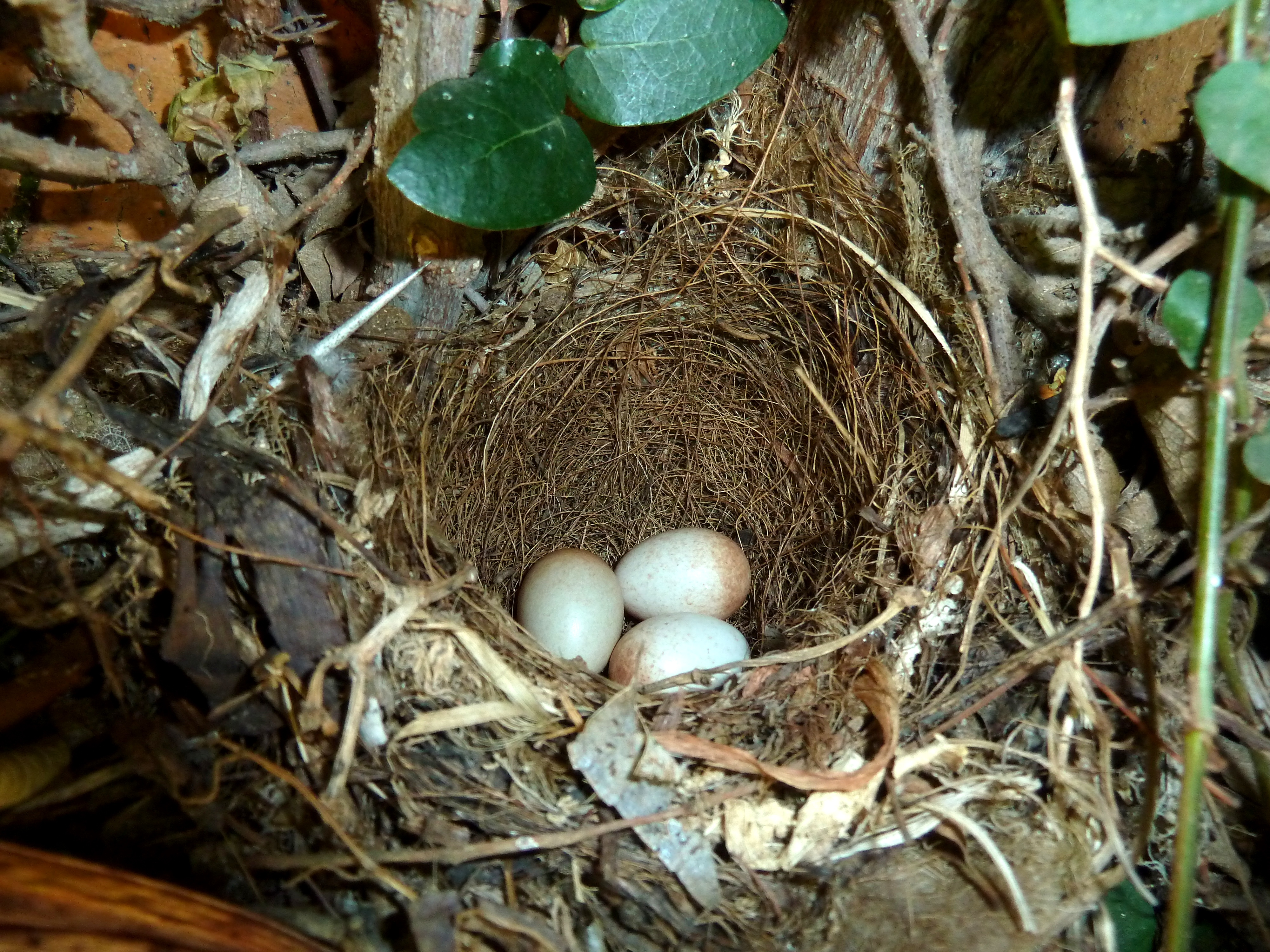
Гніздо садового золотокоса
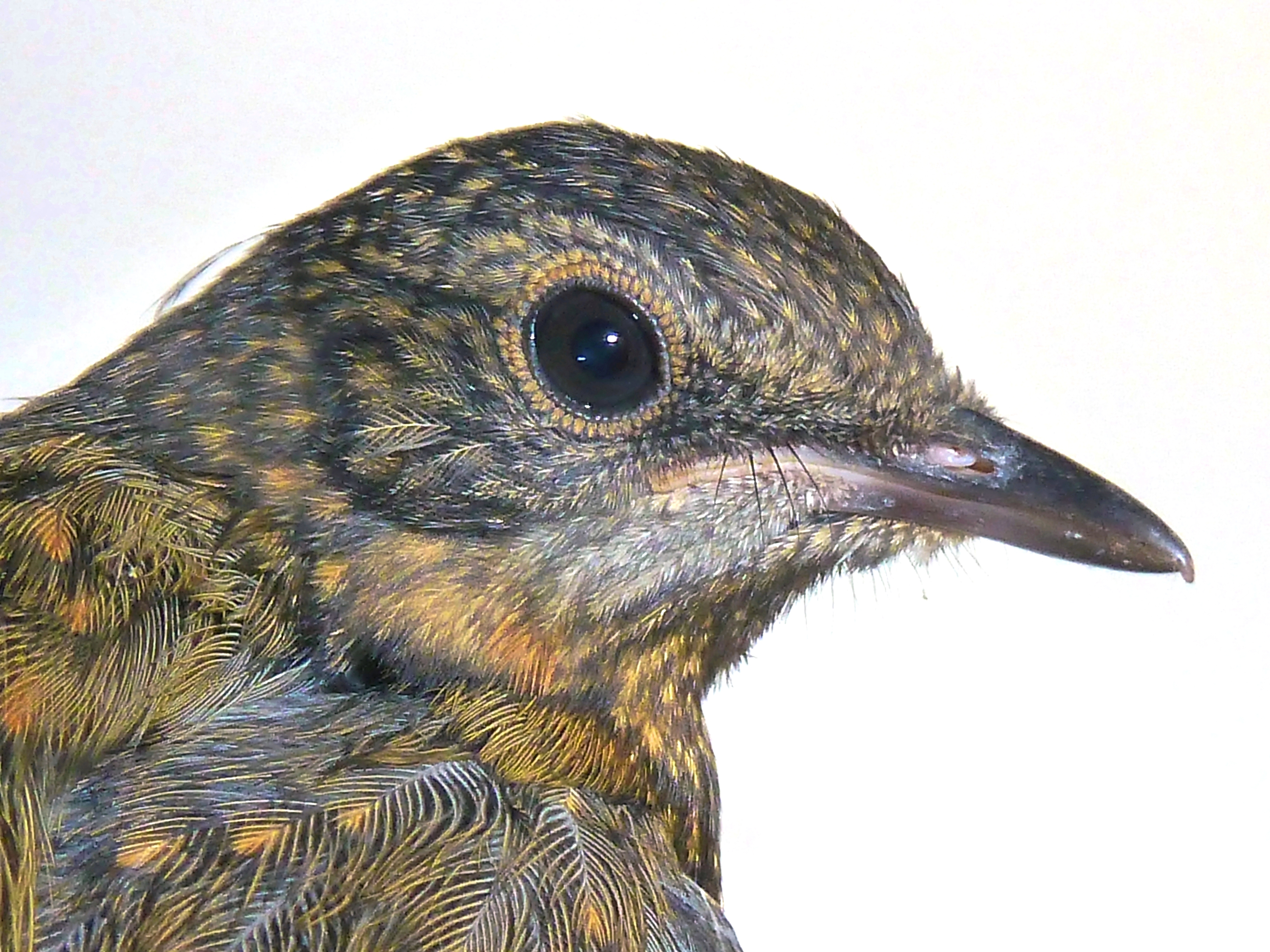
Голова молодого садового золотокоса
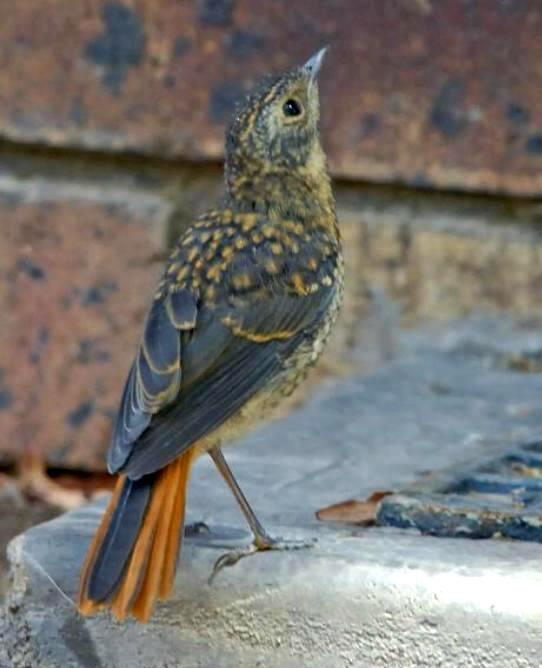
Молодий садовий золотокіс
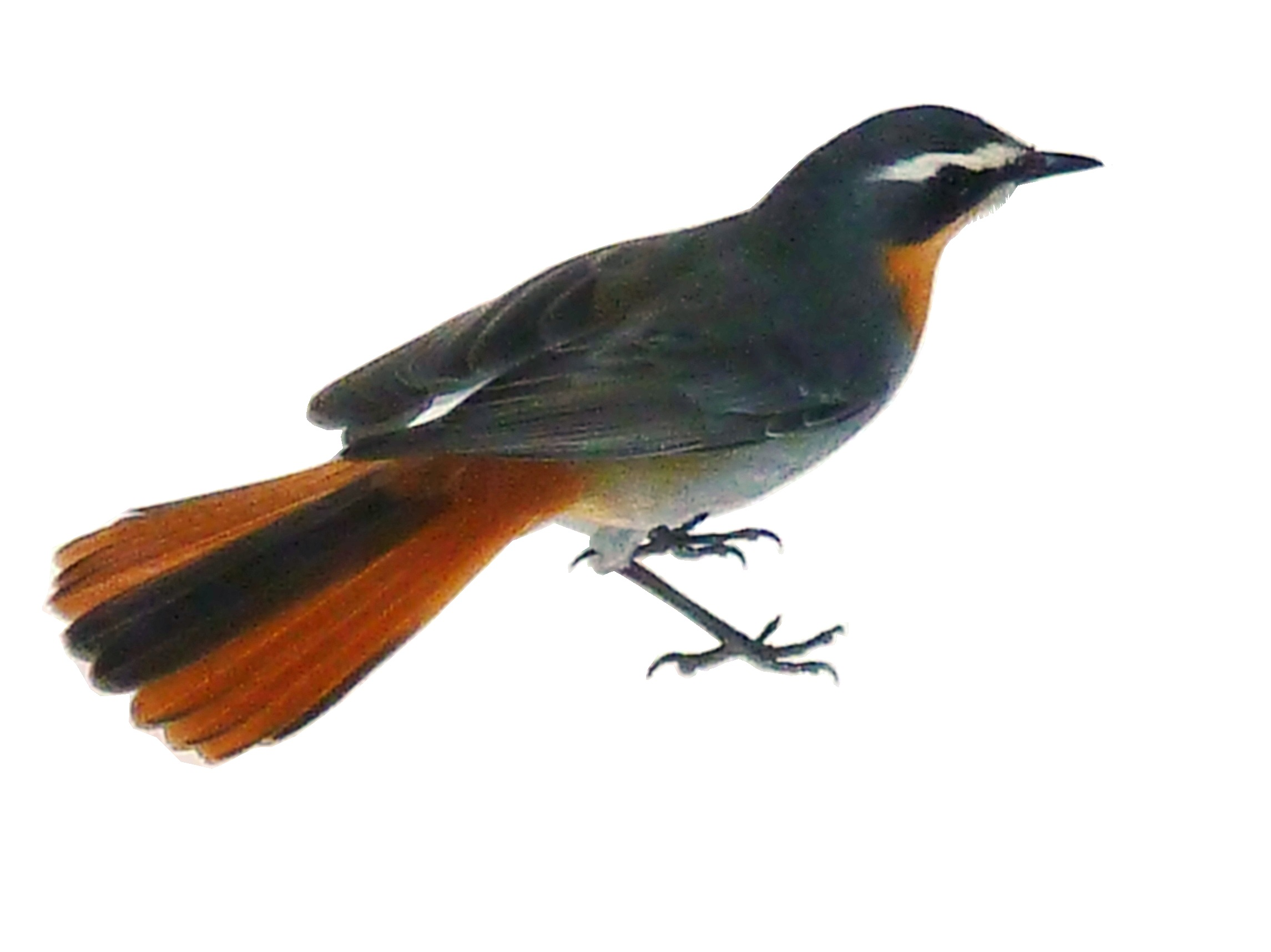
Садовий золотокіс з розкритим хвостом
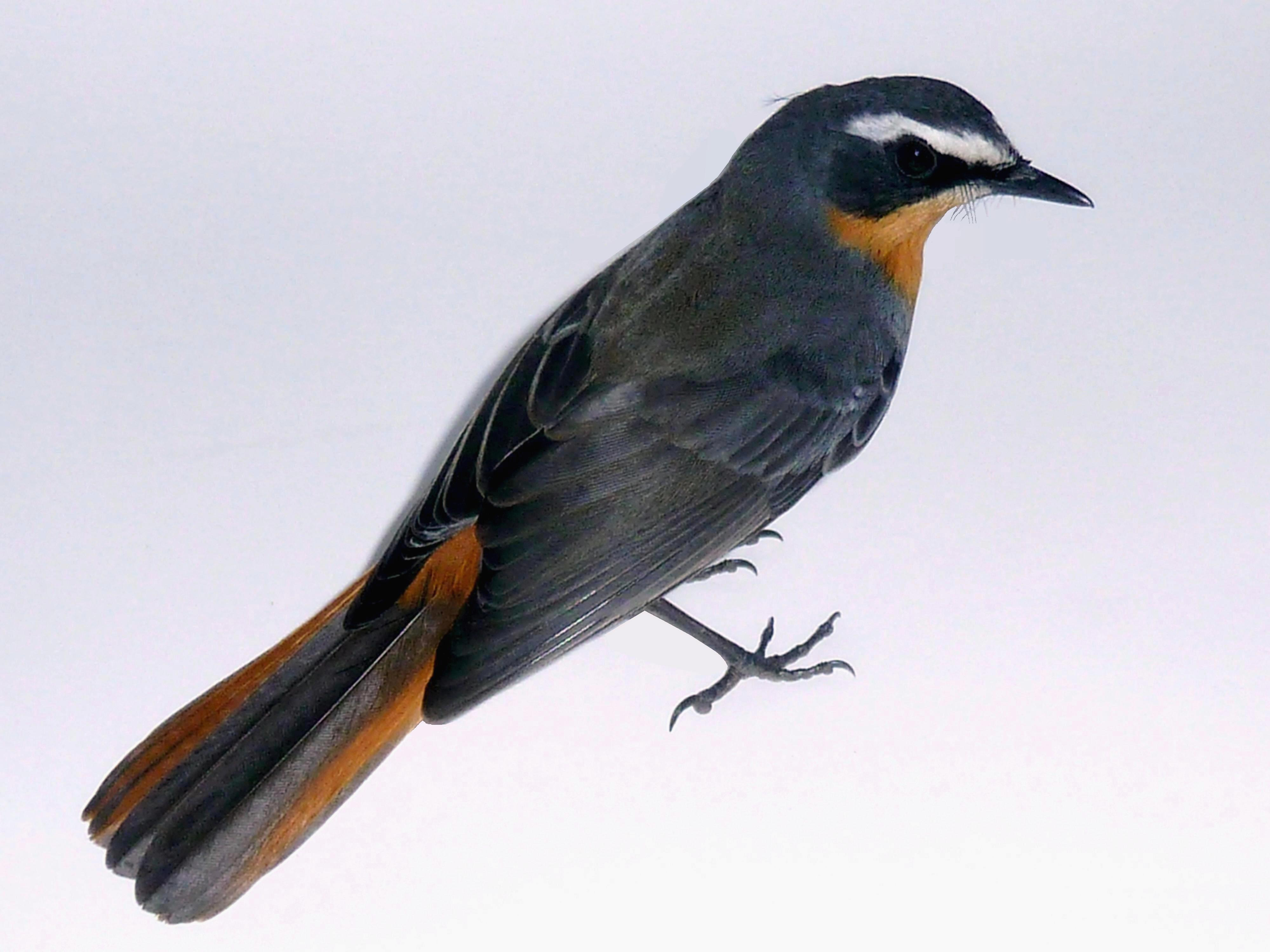
Садовий золотокіс зі складеним хвостом
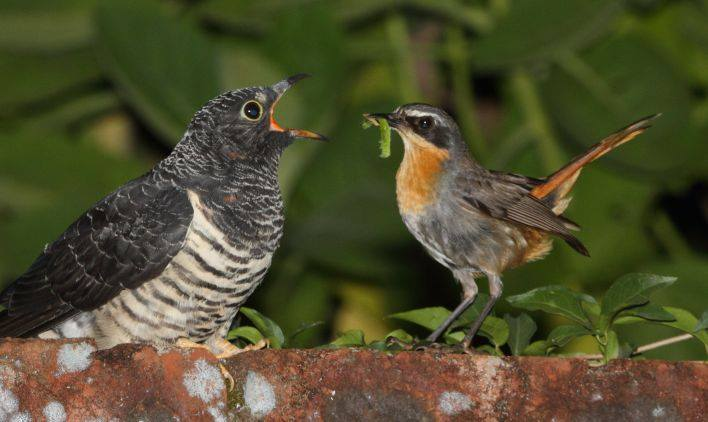
Садовий золотокіс годує червоноволу зозулю